# Sân bay Damba
Sân bay Damba (ICAO: FNDB) là một sân bay ở đô thị Damba, tỉnh Uíge, Angola.